# نابرژنی (آدیغیه)
نابرژنی (به لاتین: Naberezhny) یک منطقهٔ مسکونی در روسیه است که در شهرستان کراسنوگواردیسکی، آدیغیه واقع شده‌است.